# Шекерова къща
Шекеровата и Паунческата къща (на македонска литературна норма: Шекерова куќа) е къща в град Охрид, Северна Македония. С интересната си архитектура, в която има барокови и ренесансови елементи, сградата е обявена за значимо културно наследство на Република Македония.

## История
Къщата е разположена на улица „7-и ноември“ № 3 и 5, съвсем близо до централния площад със Стария чинар. Построена е в началото на XX век от неизвестни майстори. Край нея има серия други сгради, изградени по същото време и в същия стил. Къщата е принадлежала на Шекерови и Паунчески.

## Архитектура
Къщата се състои от подрум (мазе), приземие и етаж. Приземието се използвало за жилищни нужди. Градежните материали са камък, дърво и цяла тухла. Основите и приземието са изградени от камък, а вътрешните зидове на приземието и етажът – от тухла. Вътрешните стени на етажа са паянтова конструкция. Междуетажната и покривната конструкция са дървени. На фасадата има ренесансови и барокови елементи. Тя е с изявена симетрия, хармонично разпределени прозоречни отвори и класическа орнаментика. Прозоречните отвори са с профилирани рамки и са разделени с пиластри с каменна украса. Хоризонталната подялба е с профилирани венци.